# Bò Sindhi đỏ

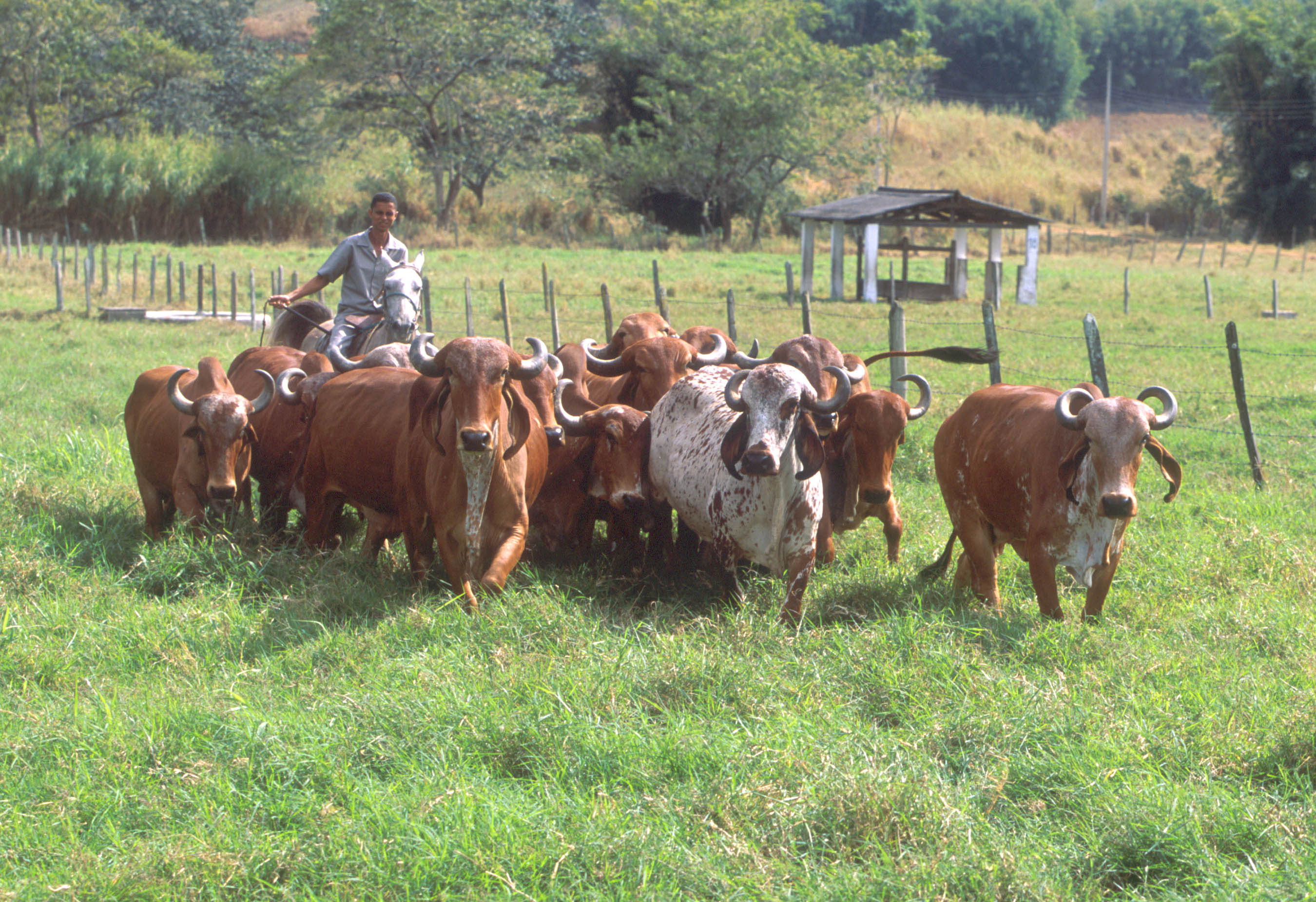
Bò Sind vàng ở Brasil

Bò Sindhi đỏ là một là một là một giống bò thịt thuộc giống bò Zebu và xuất xứ từ từ tỉnh Sind của nước Pakistan, đây là giống bò kiêm dụng cho thịt và sữa. Bò được sử dụng để cho thịt tại Ấn Độ và Pakistan và cho sữa ở Brasil. Màu đặc trưng của bò là màu cánh gián nhưng cũng có thể có một số cá thể có những mảng đen ở dọc lưng, hai bên cổ hoặc có thể có một vài đốm trắng nhỏ cũng có thể được chấp nhận. Khối lượng trưởng thành của bò cái 320–350 kg và bò đực 370-420 kg, năng suất sữa ở bò cái bình quân 1.500-1.600 kg trong một chu kỳ vắt sữa 240-270 ngày. Tỷ lệ mỡ sữa 52%. Khối lượng bê sơ sinh 20–21 kg, tỷ lệ thịt xẻ 50%.

## Giống lai
Với những ưu điểm của mình, Bò Sindhi vàng là giống nền để lai tạo với các giống bò khác cho ra những thế hệ con lai cao sản có năng suất cao.

### Lai kinh tế
Từ 1923 nhập giống bò Red Sind vào Việt Nam. Năm 1971 Bộ Nông nghiệp Việt Nam đã chủ trương "nâu hóa" đàn bò. Năm 1980 Bộ Nông nghiệp đã có chủ trương "Sind hóa" đàn bò của Việt Nam. Cũng từ 1980 các nhà khoa học đã tiến hành lai kinh tế bò thịt giữa các giống bò chuyên dụng thịt như: Charolais, Simental, Limousin, Hereford và gần đây là Drought Master với đàn bò cái nền là lai Sind.
Trong những năm 1978-1982. Việt Nam thử nghiệm dùng bò đực Santagertrodis và một số giống khác cho lai kinh tế với bò cái lai Sind, bê lai nuôi 22-24 tháng tuổi đạt khối lượng 250 kg, tỷ lệ thịt xẻ 50-51%. Trong giai đoạn trước, ở Việt Nam đã có nhiều thử nghiệm lai tạo, sử dụng bò cái nền lai Sind phối với nguồn tinh của nhiều giống bò chuyên thịt như Charolais, Simmental, Hereford, Brahman kết quả sức tăng trưởng của đàn bò lai của các giống nầy cao hơn hẳn bò lai Sind.
Ở Bảo Lộc Lâm Đồng, bò lai F1 giữa bò địa phương với bò Charolais và Simmental có khối lượng 24 tháng tuổi là 297 kg và 315 kg so với bò lai Sind 212 kg; gấp 1,5 lần so với bò lai Sind. Dòng bò đực Charolais để lai kinh tế với các giống bò sữa hoặc kiêm dụng thịt sữa cho kết quả rất tốt. Bê lai nuôi thịt đạt khối lượng 500 kg lúc 18 tháng tuổi, với tỷ lệ thịt xẻ trung bình 60%. Ngoài các giống ngoại thuần và các loại hình bò sữa lai HF nói trên, hiện ở một số nơi vẫn còn sử dụng bò lai Sind, lai Sahiwal để lấy sữa nhưng số lượng rất ít vì năng suất sữa những loại bò này thấp, dùng làm bò sữa hiệu quả không cao.

### Thế hệ F1
Bò lai Sind (Bò Sindhi vàng x bò vàng Việt Nam): Ở Việt Nam có giống Bò lai Sind là giống bò hình thành do kết quả tạp giao giữa bò đực Bò Sindhi vàng với bò vàng Việt Nam, là con lai cấp tiến giữa bò đực giống RedSindi và bò cái Vàng Việt Nam. Phân bố rải rác ở nhiều nơi, đặc biệt là vùng Đồng bằng Sông Hồng, Đồng bằng Sông Cửu Long. Bò lai Sind chịu được kham khổ tốt, có khả năng chống bệnh tật cao, thích nghi tốt với điều kiện khí hậu nóng ẩm. Thường được dùng làm nền để lại với các giống bò (thịt và sữa) cao sản khác để cải tạo năng suất. Bò lai Sind thích nghi với khí hậu nóng ẩm, chịu đựng kham khổ, ít bệnh tật.
Bò lai Sind có tầm vóc trung bình so với các giống bò ở Việt Nam, đa số khỏe mạnh, màu lông vàng hoặc sẫm. Bò lai Sind có đầu hẹp, trán gồ, tai to cụp xuống, yếm và rốn rất phát triển, u vai nổi rõ, lưng ngắn,ngực sâu, mông dốc, bầu vú khá phát triển, âm hộ có nhiều nếp nhăn, đa số đuôi dài và đoạn chót không có xương. Bò Sind có lông màu cánh gián, con đực trưởng thành nặng 450–500 kg, con cái nặng 320–350 kg. Khối lượng sơ sinh 20–21 kg. Tỷ lệ thịt xẻ 48 – 49%, tỷ lệ thịt tinh là 39 %, thớ thịt dày, mềm, thơm ngon.

### Thế hệ F2
Bò lai Charolaise là kết quả lai kinh tế giữa đực giống bò charolaise với bò cái lai Sind để tạo đàn bò lai F1 nuôi lấy thịt. Đây là phẩm giống năng suất và tỷ lệ thịt xẻ cao. Con lai F1 Charolais có màu lông trắng kem đến kem ánh sữa, chân thấp, mình tròn, cơ bắp nổi rõ. Lông trán dài và xoăn. Mắt trắng, viền mắt và gương mũi có màu lang hồng. Tính hiền dễ nuôi, được người dân ưa chuộng. Khối lượng bê sơ sinh 20 – 23,1 kg, 12 tháng tuổi 173 kg, lúc 24 tháng tuổi đạt 335 kg.Tăng trọng 560 g/ngày. Tỷ lệ thịt xẻ 53 – 55 %. Tỷ lệ thịt tinh 44%.
Bò lai Droughtmaster: Là kết quả lai kinh tế giữa đực giống bò Droughtmaster với bò cái lai Sind để tạo đàn bò lai F1 nuôi lấy thịt. Đây là phẩm giống có tỷ lệ thịt xẻ cao. Con lai F1 Droughtmaster x Lai Sind: mặt ngắn, đầu tròn, có u vai nhỏ, cổ và tai dài vừa phải, chân hơi thấp (sơ sinh cao trung bình 59,2 cm nặng 20 kg), yếm và rốn phát triển, Lông màu vàng đậm hoặc màu cánh gián, viền mắt và mũi có màu nâu sáng, một số có viền mắt, gương mũi và móng guốc màu đen nhạt. Khối lượng bê sơ sinh 19 – 22 kg. Con lai F1 Droughtmaster đạt tăng trọng rất khá, 6 tháng tuồi 128,5 kg, 12 tháng tuổi đạt 214,7 kg; 18 tháng tuổi đạt 298,8 kg. Tỷ lệ thịt xẻ 50 – 52 %. Tỷ lệ thịt tinh 41%.
Bò lai Brahman là kết quả lai kinh tế giữa đực giống bò Brahman với bò cái lai Sind để tạo đàn bò lai F1 nuôi lấy thịt. Đây là phẩm giống có tỷ lệ thịt xẻ cao. Bê lai Brahman có đặc điểm nổi trội là trán dô, tai cúp, lớn nhanh. Khối lượng bê sơ sinh 18 – 22 kg, ở 3 tháng tuổi đã đạt trọng lượng trên 80 kg, 5 – 6 tháng tuổi đạt từ 120 – 150 kg/con, so với bê lai Sind thì bê lai Brahman có trọng lượng lớn hơn và lớn nhanh hơn. Tỷ lệ thịt xẻ 51 – 53 %, tỷ lệ thịt tinh 40%.

### Sind x BBB
Từ 1999 đến 2001, Đã khảo sát công thức lai tạo giống bò thịt cao sản từ bò lai Sind với bò lai xanh trắng Bỉ (BBB) và ứng dụng trong chăn nuôi bò thịt. Dùng tinh bò BBB (nhập nội) phối giống cho đàn bò cái nền lai Sind đã được chọn lọc và được nuôi trong điều kiện ở nông hộ ngoại thành đạt tỷ lệ thụ thai 100%. Trong tổng số 20 bê lai F1 (BBB x lai Sind) sinh ra, tất cả bò mẹ đều sinh đẻ bình thường, không phải can thiệp. Trọng lượng bình quân sơ sinh của bê lai F1 (BBB x lai Sind) đạt 27 kg/con, cao hơn tất cả các công thức lai khác đã được tiến hàng trước đây. Bê lai F1 (BBB x lai Sind) có tốc độ sinh trưởng và phát triển tốt hơn hẳn các con lai khác đã nghiên cứu tại Việt Nam.
Bò lai BBB F1 là kết quả lai kinh tế giữa đực giống bò BBB với bò cái lai Sind để tạo đàn bò lai F1 nuôi lấy thịt. Đây là phẩm giống có tỷ lệ thịt xẻ cao, chất lượng thịt tốt. Bê F1 BBB sinh ra khỏe mạnh, thích nghi với điều kiện, môi trường sống. Kết hợp được cả tốc độ phát triển, tăng trọng nhanh, chất lượng thịt tốt của con bố (bò siêu thịt BBB) và sự thích nghi với môi trường sống của con bò mẹ (bò lai Sind tại Việt Nam). Bê có trọng lương sơ sinh 28 – 31 kg, tăng trọng bình quân 25 kg/tháng, cá biệt có con tăng trọng 30 kg/tháng. Dễ nuôi, phàm ăn, lớn nhanh.
Bê lai F1(BBBx lai Sind) Phát dục của bê lai F1 BBB rất sớm: 10 -12 tháng tuổi trọng lượng đạt 250 –300 kg. Khả năng cho thịt của bò lai F1 BBB vượt trội so với các giống bò thuần và bò lai ở ta.Nhìn chung đàn bò lai kinh tế hướng thịt có khối lượng cao hơn bò lai Sind trong cùng một điều kiện từ 17,1 -32,6%. Bò F1(BBB x Lai Sind) đạt cao nhất: 177,80% so với bò Lai Sind. Tỷ lệ thịt tinh đạt 42 -45% (Bò F1(BBB x Lai Sind) 48-51% so với của bò lai Sind là: 35 -38%).
Tỷ lệ thịt xẻ đạt 48 -54% (Bò F1(BBB x Lai Sind): 60-61,3% so với của bò lai Sind là: 42 -46%) Chi phí thức ăn để sản xuất 1 kg thịt bò tăng trọng của bò lai F1 BBB chỉ bằng xấp xỉ 60% so với bò lai Sind. Do vậy giá thành sản xuất của bò F1 BBB thấp hơn 28 -30% so với bò lai Sind. Các kết quả trên cho thấy: Sử dụng công thức lai BBB x lai Sind tạo bò hướng thịt đạt kết quả tốt hơn hẳn các công thức của các cặp lai khác đã được nghiên cứu ở Việt Nam từ trước tới nay.